# テレジア・キースル
テレジア・キースル（Theresia Kiesl、1963年10月26日 - ）は、オーストリアの陸上競技選手。1996年アトランタオリンピックの銅メダリストである。オーバーエスターライヒ州ローアバッハ郡ザルラインスバッハ出身。

## 経歴
キースルは、1992年のヨーロッパ室内選手権の1500mで5位という記録を残し、同年夏に行われたバルセロナオリンピックでも1500mに出場するが、準決勝第2組で12位となり、決勝進出はならなかった。翌年のドイツのシュトゥットガルトで開催された世界選手権では、決勝進出を果たし、4分8秒04で6位となっている。キースルはこの年、800mと1500mで自己ベストを更新している。
その後、出産のため競技を中断。1995年に復帰し、ヨーテボリの世界選手権に出場。1500mで準決勝で敗退し決勝進出はならなかった。翌1996年3月にストックホルムで行われたヨーロッパ室内選手権の1500mは5位という成績を残している。
キースルは、1996年アトランタオリンピックの1500mに出場。予選ではロシアのスベトラーナ・マステルコワ、アルジェリアのハシバ・ブールメルカと同じ組となるが、キースルは1位でゴール。準決勝は、この2人にさらにルーマニアのガブリエラ・サボーも加わりさらに強豪が集まった組となったが、それでもキースルは1位でゴール。決勝に進出した。決勝は、準決勝までと違いマステルコワがペースをつくり、4分00秒83で金メダル。サボーが銀メダル。そして、キースルは4分03秒02のオーストリア新記録で銅メダルを獲得した。オーストリアにとって、1972年ミュンヘンオリンピック女子走高跳のイローナ・グーゼンバウアー以来24年ぶりのオリンピックのメダルとなった。
キースルは1998年に現役を引退。2003年からオーバーエスターライヒ州議会議員（オーストリア国民党）となっている。

## 自己ベスト
- 800m - 2分00秒75 (1993年)
- 1500m - 4分03秒02 (1996年)
- 3000m - 8分55秒56 (1993年)

## 主な実績
| 年   | 大会                     | 場所                       | 種目  | 結果       | 記録      |
| ---- | ------------------------ | -------------------------- | ----- | ---------- | --------- |
| 1992 | オリンピック             | バルセロナ(スペイン)       | 1500m | 12位（sf） | 4分07秒46 |
| 1993 | 世界陸上選手権           | シュトゥットガルト(ドイツ) | 1500m | 6位        | 4分08秒04 |
| 1995 | 世界陸上選手権           | ヨーテボリ(スウェーデン)   | 1500m | 10位（sf） | 4分12秒31 |
| 1996 | オリンピック             | アトランタ(アメリカ合衆国) | 1500m | 3位        | 4分03秒02 |
| 1998 | ヨーロッパ室内陸上選手権 | バレンシア(スペイン)       | 1500m | 1位        | 4分13秒62 |

- sfは準決勝